# 吉備郵便局
吉備郵便局（きびゆうびんきょく）
- 岡山県岡山市北区にある郵便局。本記事にて記述する。
- 和歌山県有田郡有田川町にある郵便局。局番号は47119。

吉備郵便局（きびゆうびんきょく）は、岡山県岡山市北区の吉備地区にある郵便局。民営化前の分類では集配普通郵便局であった（現在は集配機能を廃止）。

## 概要
住所：〒701-0153 岡山県岡山市北区庭瀬489-1

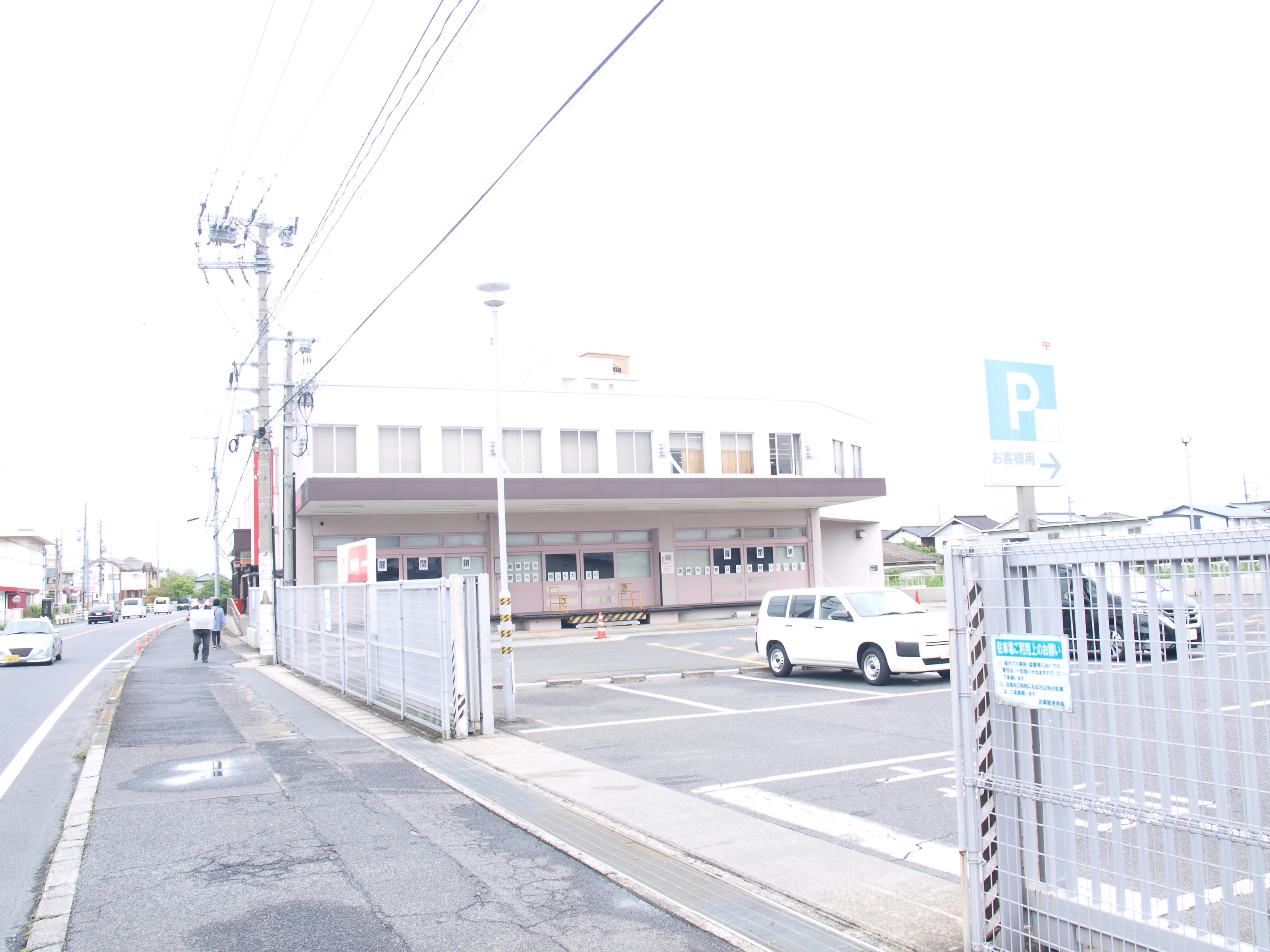
業務用から利用客用となった駐車場(2022年６月)

## 沿革
- 1884年（明治17年）7月1日 - 下撫川（しもなづかわ）郵便局（五等）として開設[2]。
- 1885年（明治18年）5月25日 - 貯金取扱を開始。
- 1890年（明治23年）4月1日 - 撫川郵便局に改称。同年10月16日より為替取扱を開始。
- 1897年（明治30年）4月1日 - 撫川郵便電信局となる。
- 1903年（明治36年）4月1日 - 通信官署官制の施行に伴い撫川郵便局となる。
- 1937年（昭和12年）6月11日 - 吉備郵便局に改称。[3]
- 1963年（昭和38年）4月1日 - 国内欧文電報受付・配達事務および国際電報受付・配達事務を岡山電報局に移管[4]。
- 1968年（昭和43年）3月9日 - 電話交換および和文電報配達事務を吉備電報電話局（現・NTT西日本吉備電話交換所）に移管。
- 1978年（昭和53年）7月17日 - 岡山市撫川から同市庭瀬に移転するとともに、特定郵便局から普通郵便局に局種別改定。
- 2000年（平成12年）8月14日 - 外国通貨の両替および旅行小切手の売買に関する業務取扱を開始。
- 2007年（平成19年）10月1日 - 民営化に伴い、併設された郵便事業吉備支店に一部業務を移管。
- 2012年（平成24年）10月1日 - 日本郵便株式会社の発足に伴い、郵便事業吉備支店を吉備郵便局に統合。
- 2018年（平成30年）3月12日 - 岡山市北区の一部地域（旧吉備郡吉備町域）[5]の集配業務を岡山中央郵便局、倉敷市の一部地域（旧都窪郡庄村域）[6]の集配業務を倉敷郵便局へ移管、集配郵便局から無集配郵便局へ変更。

## 取扱内容
- 郵便、印紙、ゆうパック、内容証明
- 貯金、為替、振替、振込、国際送金、国債、投資信託
- 生命保険、バイク自賠責保険、自動車保険
- ゆうちょ銀行ATM

## 周辺
- 岡山市北区役所 吉備地域センター
- 中国学園大学・中国短期大学
- RSKバラ園

## アクセス
- JR山陽本線 庭瀬駅から徒歩約15分
- 岡電バス、両備バス、下電バス、中鉄バス 撫川停留所下車
- 瀬戸中央自動車道 早島ICから北東へ約6km、山陽自動車道 倉敷ICから東へ約7km、岡山自動車道 岡山総社ICから南東へ約7.5km
- 岡山県道162号岡山倉敷線（旧2号線）沿い
- 駐車場あり：27台